# Илга Загорска
Илга Загорска (на латвийски: Ilga Zagorska) е латвийска археоложка, специализирана в изследването на каменната епоха. Тя е преподавател в Латвийския университет в Рига. По време на Студената война участва в международни конференции и публикации. В периода 1964–1971 г. и 2005–2009 г. провежда археологически разкопки на комплекса „Звейнеки“, който е един от най-важните обекти от среднокаменната епоха в Северна Европа.

## Биография
Илга Загорска е родена на 11 декември 1940 г. в град Рига, Латвийска ССР (днес Латвия), СССР.
Илга Загорска участва в множество международни проекти, като някои от тях са:
- Технологичен трансфер при обработката на минерални ресурси в по-ранни времена – Музей на културната история в Осло, Норвегия (2015 – 2018);
- Праисторическо изкуство: ритуал, контекст и символика – Литовска академия на изкуствата (2016 – 2018);
- Изследвания в района на езерото Буртниеки, Латвия – Балтийско–скандинавски изследователски център, Schlezwig (от 2016 г.).